# Drepanosticta belyshevi
Drepanosticta belyshevi är en trollsländeart som beskrevs av Hämäläinen 1991. Drepanosticta belyshevi ingår i släktet Drepanosticta och familjen Platystictidae. Inga underarter finns listade i Catalogue of Life.